# إدميلسون كوريا
إدميلسون كوريا (بالبرتغالية: Edmilson Correia‏) هو لاعب كرة قدم غيني بيساوي في مركز نصف الجناح، ولد في 6 يونيو 2000 في بيساو في غينيا بيساو. لعب مع نادي سانت إتيان و نادي البدع القطري.

## وصلات خارجية
- إدميلسون كوريا على موقع قاعدة بيانات كرة القدم.إي يو (الإنجليزية)
- إدميلسون كوريا على موقع Soccerway.com (الإنجليزية)